# Lei e il gatto
Lei e il gatto (彼女と彼女の猫?, Kanojo to kanojo no neko) è un'OAV realizzato nel 1999 dal regista Makoto Shinkai. Si tratta di un cortometraggio in bianco e nero, della durata di cinque minuti, incentrato sulle vicende di una ragazza viste attraverso gli occhi del suo gatto. Sulla stessa storia sono successivamente stati creati nel 2016 un manga, sempre a cura di Makoto Shinkai e i disegni di Tsubasa Yamaguchi (Edito in Italia nel 2018 da Dynit Manga, nella collana Showcase curata da Asuka Ozumi, nella traduzione di Anna Specchio) e nel 2013 un romanzo, a cura di Makoto Shinkai e dello scenografo e mangaka Naruki Nagakawa.

## Trama
All'inizio della primavera, in una giornata di pioggia, lei raccolse il gatto, che da quel momento iniziò a vivere nel suo piccolo appartamento. Lei viveva da sola ed ogni giorno partiva presto per andare al lavoro e il suo gatto, innamorato di lei, della sua bellezza e della sua gentilezza, la aspettava paziente a casa. Anche se in estate il gatto si trovò la sua compagna, una piccola e graziosa gattina di nome Mimi, è solo a lei, la sua "ragazza adulta" che aveva donato il cuore. Venne l'autunno e il gatto vide lei, che dopo una telefonata pianse lungamente e anche se lui non ne capiva il motivo, le rimase accanto. Il tempo passò ed arrivò l'inverno con la sua neve e nonostante i momenti di sconforto, lei e il suo gatto capirono di amare questo mondo.

## Doppiatori
Lei / Miyu (美優?)
Doppiata da Mika Shinohara (OVA), Kana Hanazawa (serie), Chiara Leoncini  (OVA) Perla Liberatori (serie) in italiano;
Protagonista e proprietaria dei gatti. Nella serie vive con Daru, suo gatto da quando era bambina ed è una studentessa universitaria in cerca di lavoro. Dopo aver trovato lavoro e dopo la morte di Daru, incontra Chobi.
Il Gatto / Daru (ダル?)
Doppiato da Shintarō Asanuma, Luca Ghignone in italiano;
Protagonista e narratore della serie.
Il Gatto / Chobi (チョビ?)
Doppiato da Makoto Shinkai, Diego Baldoin in italiano;
Protagonista e narratore dell'OVA.
I dialoghi in italiano sono inseriti in oversound sull'audio originale giapponese.

## Produzione
Scritto e diretto interamente da Makoto Shinkai, su musiche del suo amico Tenmon, il cortometraggio è stato originariamente pubblicato su compact disc, che includeva anche la colonna sonora. Successivamente, questo è uscito di produzione ed il film è stato allegato nel DVD della più recente opera del regista, La voce delle stelle. L'anime ha vinto il primo premio al DoGA CG Animation contest del 2000.

## Opere derivate
Nel marzo 2016 è stata prodotta una serie di quattro episodi, prequel del corto, intitolata Kanojo to kanojo no neko: Everything Flows, disponibile sottotitolata in Italiano su Crunchyroll, e un adattamento manga di un volume sulla rivista Afternoon.